# Парковый мост (Киев)
Па́рковый мост (укр. Парковий міст; другие названия — Мост влюблённых, Чёртов мост; укр. Міст закоханих, Чортів місток) — пешеходный мост в Киеве, построенный по проекту Евгения Патона и открытый 22 ноября 1910 года. Один из первых разборных металлических мостов Украины. Памятник архитектуры.
Пересекает Петровскую аллею и соединяет Городской сад и Крещатый парк. Справа параллельно мосту пролегает Парковая дорога, левее и чуть южнее находится стадион «Динамо» им. Валерия Лобановского.
До 2011 года близ моста проходила трамвайная линия, соединяющая с Контрактовой площадью.

## История
Решение о постройке моста было принято Киевской городской думой в 1902 году. В 1909 году началось проведение работ по созданию аллеи. Одновременно Е. Патоном был разработан проект, гидротехником С Коколиком было осуществлено разведывательное бурение, обустройство 12 палей под опоры моста было проведено под руководством инженера А. Страуса.
31 октября 1909 года под руководством строительного подрядчика инженера М. Смирнова началось соединение металлических конструкций, изготовляемых на заводе "Гретер и Криванек и К" из отечественного металла. Качество металла проверялось в лаборатории мехмастерских Киевского Политехнического института.
Клепальные работы были закончены 31 марта 1910 года, строительные и монтажные — 19 августа 1910 года. 22 ноября 1910 года мост был принят в эксплуатацию. Работы по благоустройству прилегающей территории под руководством инженера П. Лебедева продолжались до осени 1911 года.
К началу 1980-х годов мост сильно пострадал из-за коррозии, вследствие чего «Укрпоектстальконструкцией» была проведена его реконструкция. В 1983 году мост был фактически отстроен заново как точная копия предыдущего: его старые конструкции были разобраны и переданы в музей народной архитектуры и быта Средней Надднепрянщины в Переяславе, а вместо них установлены новые детали, изготовленные на Днепропетровском заводе металлоконструкций.
7 мая 2013 года возле моста был установлен памятник влюблённым — итальянцу Луиджи Педутто из города Кастель-Сан-Лоренцо в Кампании и украинке Мокрине Юрзук из села в Каменец-Подольской области (авторы памятника — скульпторы Александр Моргацкий и Григорий Костюков). Военнопленный солдат и вывезенная на принудительные работы украинка познакомились в 1943 году в австрийском лагере для военнопленных. Любовь помогла им выжить в лагерном аду, но после окончания войны Мокрину увезли на родину, и влюблённые были надолго разлучены; встретились они только в 2004 году — в московской студии телепередачи «Жди меня» (именно момент данной встречи и запечатлели авторы памятника). После этого Луиджи стал навещать вновь обретённую возлюбленную по два раза в год. На открытие скульптурной композиции «История любви» приболевшая Мокрина Андреевна приехать не смогла (вместо себя она послала в Киев двух внучек и правнука), а Луиджи прилетел; в том же году, 10 августа, он умер от инфаркта.
Во время Евромайдана, в январе 2014 года, мост серьёзно пострадал, когда протестующие забросали его горящими шинами. Так они перегородили путь представителям спецслужб, стремившимся через мост пройти в обход на улицу Грушевского и Европейскую площадь. Сгорело около 3 м деревянного покрытия моста.
Позднее пострадавшие части моста были восстановлены мастерами из города Коломыя, а в память о протестах на мосту появился мемориальный знак.
Мост один из главных объектов съёмок в музыкальных видеоклипах «Я йду Архивная копия от 5 июня 2019 на Wayback Machine» Юрка Юрченка и «Скрипка грає Архивная копия от 1 декабря 2019 на Wayback Machine» Дмитрия Гордона и Тамары Гвердцители.

## Конструкция
Пешеходный парковый мост (однопрогонный виадук) — стальной, клёпанный, консольно-балочный. Арковая ферма — серпоподобная, длиной 36 м, имеет две боковые консоли. Концы консолей без раскосов, соединяются затяжкой, которая в свою очередь приклёпана к верхнему поясу фермы. В качестве ограды использована ажурная металлическая решётка, рисунок которой включает трилистники, треугольники и полуциркульные элементы.